# 凤头蜂鸟
凤头蜂鸟（学名：Orthorhyncus cristatus），是雨燕目蜂鸟科的一种鸟类，是凤头蜂鸟属（学名：Orthorhyncus）的唯一物种。
凤头蜂鸟体重约3.02克，翼长约47.1毫米，嘴峰长约15.7毫米，喙宽度约1.3毫米，喙厚度约1.3毫米，跗蹠长约5毫米，尾长约29.2毫米。凤头蜂鸟在其分布区内为留鸟，其栖息在半开放的人工改造的环境中，食性为草食性，主要食物来源是植物的花蜜。

## 亚种
- ：分布于波多黎各东部、维尔京群岛和小安的列斯群岛至圣卢西亚。
- ：分布于圣文森特。
- ：分布于巴巴多斯。
- ：分布于小安的列斯群岛格林纳丁斯和格林纳达。[4]